# Physodactylus henningi
Physodactylus henningi is een keversoort uit de familie kniptorren (Elateridae). De wetenschappelijke naam van de soort is voor het eerst geldig gepubliceerd in 1823 door Fischer von Walheim.